# 335.ª Divisão de Infantaria (Alemanha)
A 335ª Divisão de Infantaria (em alemão:335. Infanterie-Division) foi uma unidade militar que serviu no Exército alemão durante a Segunda Guerra Mundial.

## Comandantes
| Comandante                            | Data                                           |
| ------------------------------------- | ---------------------------------------------- |
| Generalleutnant Max Dennerlein        | 15 de novembro de 1940 - 27 de outubro de 1942 |
| Generalleutnant Karl Casper           | 27 de outubro de 1942 - 7 de setembro de 1943  |
| General der Infanterie Siegfried Rasp | 7 de setembro de 1943 - 30 de junho de 1944    |
| Oberst Brechtel                       | 30 de junho de 1944 - ? de agosto de 1944      |

## Oficiais de operações
| Oberstleutnant Otto Schaal    | ? - outubro de 1942                        |
| Oberstleutnant Edwin Steinitz | novembro de 1942 — 25 de julho de 1944     |
| Oberstleutnant Josef Müller   | 25 de julho de 1944 — 24 de agosto de 1944 |

## Área de operações
| Alemanha                   | novembro de 1940 - maio de 1941  |
| França                     | maio de 1941 - janeiro de 1943   |
| Frente Oriental, setor sul | janeiro de 1943 - agosto de 1944 |